# Plays Metallica by Four Cellos
Plays Metallica by Four Cellos è il primo album in studio del gruppo musicale finlandese Apocalyptica, pubblicato nel 1996. Le canzoni sono state arrangiate da Eicca Toppinen.

## Tracce
1. Enter Sandman – 3:42 (musica: James Hetfield, Lars Ulrich, Kirk Hammett)
2. Master of Puppets – 7:15 (musica: James Hetfield, Lars Ulrich, Cliff Burton, Kirk Hammett)
3. Harvester of Sorrow – 6:14 (musica: James Hetfield, Lars Ulrich)
4. The Unforgiven – 5:21 (musica: James Hetfield, Lars Ulrich, Kirk Hammett)
5. Sad but True – 4:48 (musica: James Hetfield, Lars Ulrich)
6. Creeping Death – 5:06 (musica: James Hetfield, Lars Ulrich, Cliff Burton, Kirk Hammett)
7. Wherever I May Roam – 5:08 (musica: James Hetfield, Lars Ulrich)
8. Welcome Home (Sanitarium) – 5:50 (musica: James Hetfield, Lars Ulrich, Kirk Hammett)

## Formazione
- Eicca Toppinen - violoncello
- Paavo Lötjönen - violoncello
- Antero Manninen - violoncello
- Max Lilja - violoncello